# Johann Baptist Hofmann
Johann Baptist Hofmann (* 11. Februar 1886 in Neukenroth; † 27. Juli 1954 in München) war ein deutscher Altphilologe, Fachdidaktiker der Alten Sprachen und Sprachwissenschaftler. 

## Leben
Der im oberfränkischen Neukenroth geborene Hofmann besuchte das Gymnasium in Bamberg und studierte anschließend von 1904 bis 1909 Klassische Philologie und Vergleichende Sprachwissenschaft in München. Dabei wurde er vor allem von seinen Lehrern, dem Altphilologen Friedrich Vollmer und dem Indogermanisten Wilhelm Streitberg, geprägt. 1910 wurde er mit einer Studie über De verbis quae in prisca Latinitate exstant deponentibus bei Vollmer zum Dr. phil. promoviert.
Anschließend holte ihn Vollmer als Mitarbeiter an den Thesaurus Linguae Latinae. 1927 wurde Hofmann in die Redaktion des Projektes berufen. Aufgrund seiner gründlichen Kenntnis der italischen Sprachen verfasste Hofmann nicht nur zahlreiche Lemmata, sondern lieferte auch die etymologischen Erklärungen dazu. Besonders umfangreich gestaltete sich in seiner jahrzehntelangen Tätigkeit für den Thesaurus die Arbeit für das Lemma „et“, das den mit über 100.000 Belegstellen ausführlichsten Artikel bildet.
Daneben übernahm er die Berichterstattung über die Forschungen zu den italischen Sprachen beim Indogermanischen Jahrbuch und trat mit seinen Untersuchungen zum Spät- und Vulgärlateinischen hervor. 1926 veröffentlichte er eine Darstellung der lateinischen Umgangssprache, für die er nicht nur antike Texte heranzog, sondern auch die späteren Entwicklungen in den sich allmählich herausbildenden romanischen Sprachen berücksichtigte.

### Forschungen zur lateinischen Syntax und Stilistik
Als in den 1920er Jahren eine Neubearbeitung der wissenschaftlichen Lateinischen Grammatik von Friedrich Stolz und Joseph Hermann Schmalz für eine Wiederveröffentlichung unternommen werden sollte, erhielt Hofmann den Auftrag, dafür eine Darstellung der lateinischen Syntax und Stilistik zu übernehmen. Statt einer Überarbeitung stellte seine Arbeit jedoch ein neues, selbstständiges Werk dar, das zudem altlateinische Sprachbefunde sowie die Veränderung der Ausdrucksweise in der Spätantike berücksichtigte. Auch die von Manu Leumann vorgenommene Neubearbeitung der Lateinischen Formenlehre von Stolz/Schmalz führte zu einer deutlich erweiterten grammatischen Darstellung. 1928 wurden diese Darstellungen als erster (Formenlehre) und zweiter (Syntax und Stilistik) Teilband als zweite Abteilung des Handbuchs der Altertumswissenschaft veröffentlicht. Bis heute stellt die inzwischen von Anton Szantyr nochmals bearbeitete und nach ihren Verfassern als „Leumann-Hofmann-Szantyr“ bezeichnete Grammatik ein Standardwerk an deutschen Universitäten dar.
Auch Hofmanns Neubearbeitung von Alois Waldes Lateinischem etymologischem Wörterbuch führte zu einem eigenständigen zweibändigen Werk, das einen Überblick über die Entwicklung des Wortschatzes des Lateinischen bot. Der erste Band wurde 1938 veröffentlicht, der zweite 1954 – kurz vor Hofmanns Tod.
Daneben verfasste Hofmann mit seinem Freund und langjährigen Kollegen Hans Rubenbauer, mit dem er 1909 gemeinsam die Arbeit am Thesaurus begonnen hatte, 1929 die Lateinische Schulgrammatik, die wegen ihrer Systematik und ihrer Neuerungen (u. a. Beispielsätze nur aus Originaltexten sowie Quantitätenbezeichnungen und ausführliche Anhänge zur Stilistik und Metrik) bis heute als Standardwerk nicht nur an Gymnasien, sondern auch an Universitäten benutzt wird. Es ist 1995 in der 12., von Rolf Heine neu bearbeiteten Auflage erschienen.
In den letzten Lebensjahren verschlechterte sich der Gesundheitszustand Hofmanns, der bereits in frühen Jahren unter Schwerhörigkeit und später an Taubheit sowie an einer starken Gehbehinderung litt, zunehmend. Am 27. Juli 1954 starb er im Alter von 68 Jahren in München.

## Ehrungen
1948 wurde Hofmann für seine Verdienste um die Wissenschaft zum ordentlichen Mitglied der philologisch-historischen Klasse der Bayerischen Akademie der Wissenschaften ernannt. Außerdem erhielt er 1929 die silberne Leibniz-Medaille der Berliner Akademie der Wissenschaften, die ihn darüber hinaus zu einem korrespondierenden Mitglied wählte.

## Werke (Auswahl)
- 1926 Lateinische Umgangssprache. Carl Winter, Heidelberg.
- 1929 Lateinische Schulgrammatik auf sprachwissenschaftlicher Grundlage (mit Hans Rubenbauer). R. Oldenbourg, München.
- 1948 Kurzgefasste lateinische Grammatik (mit Hans Rubenbauer). Leibniz, München.
- 1950 Wörterbuch der grammatischen und metrischen Terminologie (gemeinsam mit Hans Rubenbauer). Carl Winter, Heidelberg.
- 1950 Etymologisches Wörterbuch des Griechischen. R. Oldenbourg, München; Neudruck ebenda 1966.